# بورشانغر
بورشانغر (بالنرويجية: Porsanger)‏ هي بلدية في مقاطعة فينمارك، النرويج. المركز الإداري للبلدية هي قرية لاكسيلف. من بين القرى الأخرى في البلدية بورشيلف، وبرينا، وإيندره بيلفيورد، وكيستراند، وأولدرفيورد، وسكوغانفاره.

## المناخ
يظهر الجدول التالي التغييرات المناخية على مدار السنة لبورشانغر:
| البيانات المناخية لـبورشانغر               | البيانات المناخية لـبورشانغر | البيانات المناخية لـبورشانغر | البيانات المناخية لـبورشانغر | البيانات المناخية لـبورشانغر | البيانات المناخية لـبورشانغر | البيانات المناخية لـبورشانغر | البيانات المناخية لـبورشانغر | البيانات المناخية لـبورشانغر | البيانات المناخية لـبورشانغر | البيانات المناخية لـبورشانغر | البيانات المناخية لـبورشانغر | البيانات المناخية لـبورشانغر | البيانات المناخية لـبورشانغر |
| الشهر                                      | يناير                        | فبراير                       | مارس                         | أبريل                        | مايو                         | يونيو                        | يوليو                        | أغسطس                        | سبتمبر                       | أكتوبر                       | نوفمبر                       | ديسمبر                       | المعدل السنوي                |
| ------------------------------------------ | ---------------------------- | ---------------------------- | ---------------------------- | ---------------------------- | ---------------------------- | ---------------------------- | ---------------------------- | ---------------------------- | ---------------------------- | ---------------------------- | ---------------------------- | ---------------------------- | ---------------------------- |
| متوسط درجة الحرارة الكبرى °م (°ف)          | −6.5 (20.3)                  | −5.5 (22.1)                  | −2.2 (28.0)                  | 2.0 (35.6)                   | 7.3 (45.1)                   | 13.5 (56.3)                  | 16.9 (62.4)                  | 14.9 (58.8)                  | 9.8 (49.6)                   | 3.4 (38.1)                   | −1.3 (29.7)                  | −4.3 (24.3)                  | 4.0 (39.2)                   |
| المتوسط اليومي °م (°ف)                     | −10.0 (14.0)                 | −9.1 (15.6)                  | −6.1 (21.0)                  | −1.3 (29.7)                  | 4.2 (39.6)                   | 9.4 (48.9)                   | 12.7 (54.9)                  | 11.3 (52.3)                  | 6.7 (44.1)                   | 1.1 (34.0)                   | −4.3 (24.3)                  | −8.0 (17.6)                  | 0.6 (33.1)                   |
| متوسط درجة الحرارة الصغرى °م (°ف)          | −14.3 (6.3)                  | −13.0 (8.6)                  | −9.3 (15.3)                  | −4.8 (23.4)                  | 0.8 (33.4)                   | 6.0 (42.8)                   | 9.2 (48.6)                   | 7.7 (45.9)                   | 3.6 (38.5)                   | −1.7 (28.9)                  | −7.4 (18.7)                  | −11.6 (11.1)                 | −2.9 (26.8)                  |
| الهطول مم (إنش)                            | 21 (0.8)                     | 18 (0.7)                     | 15 (0.6)                     | 16 (0.6)                     | 18 (0.7)                     | 35 (1.4)                     | 55 (2.2)                     | 56 (2.2)                     | 36 (1.4)                     | 33 (1.3)                     | 22 (0.9)                     | 20 (0.8)                     | 345 (13.6)                   |
| متوسط أيام هطول الأمطار (≥ 1 mm)           | 6.3                          | 5.0                          | 5.6                          | 4.7                          | 4.7                          | 6.9                          | 8.6                          | 9.7                          | 8.5                          | 8.1                          | 6.3                          | 6.7                          | 81.1                         |
| المصدر: Norwegian Meteorological Institute |                              |                              |                              |                              |                              |                              |                              |                              |                              |                              |                              |                              |                              |